# لانگیاشان
لانگیاشان (به لاتین: Langyashan) یک شهرک در جمهوری خلق چین است که در شهرستان یی واقع شده‌است. لانگیاشان ۱۷۰ متر بالاتر از سطح دریا واقع شده‌است.